# Чухели
Чухели (укр. Чухелі) — село в Волочисском районе Хмельницкой области Украины.
Население по переписи 2001 года составляло 669 человек. Почтовый индекс — 31221. Телефонный код — 3845. Занимает площадь 2,92 км². Код КОАТУУ — 6820989001.

## Местный совет
31221, Хмельницкая обл., Волочисский р-н, с. Чухели